# When a Man Loves a Woman (chanson)
Pour les articles homonymes, voir When a Man Loves a Woman.
When a Man Loves a Woman est une ballade soul écrite par Calvin Lewis et Andrew Wright et enregistrée pour la première fois par Percy Sledge en 1966, puis sortie sur l'album du même nom. Elle est no 1 des ventes de singles dans les classements Hot 100 et R&B du magazine Billboard.
La chanteuse et actrice Bette Midler enregistre la chanson 14 ans plus tard et obtient un succès dans le Top 40 avec sa version en 1980. En 1991, la version de Michael Bolton culmine à la première place des classements Hot 100 et Adult Contemporary de Billboard.

## Historique
La chanson est écrite par Calvin Lewis et Andrew Wright, tous deux membres des Esquires, un group de Sheffield, Alabama, dirigé par le chanteur Percy Sledge.
D'après Quin Ivy, c'est son ami Leroy Wright qui lui aurait présenté Percy Sledge dans le magasin de disques Ivy’s Tune Town et qui l'aurait convaincu d'auditionner Sledge et son groupe les Esquires. Selon Dan Penn, la chanson est initialement enregistrée par Percy Sledge au studio FAME de Rick Hall à Muscle Shoals, Alabama, avant d'être réenregistrée dans les studios Norala voisins, appartenant à Quin Ivy. Rick Hall avait conclu un accord de distribution avec Atlantic Records, mais Jerry Wexler aurait demandé que la chanson soit réenregistrée parce que les cuivres étaient désaccordés. Selon le musicien David Hood, « ils sont retournés en studio et ont changé les cuivres, ont fait jouer différents cornistes. Mais ensuite, les bandes se sont mélangées et Atlantic a sorti sa version originale ».

## Personnel
- Percy Sledge : chant principal
- Spooner Oldham : orgue Farsifa
- Marlin Greene : guitare
- Albert "Junior" Lowe : basse
- Roger Hawkins : batterie
- Jack Peck : trompette
- Billy Cofield et Don "Rim" Pollard : saxophone ténor
- Jerry Eddleman, Jeanie Greene, Sandy Posey et Hershel Wiggington : chœurs.

## Réception et classement dans les charts
Sorti par Atlantic en avril 1966, l'enregistrement de Sledge atteint la 1re place des charts Billboard Hot 100 et R&B, devenant ainsi le premier hit no 1 enregistré à Muscle Shoals. Le single est également classé dans le Top 10 au Royaume-Uni, atteignant le no 4 lors de sa sortie initiale et culminant finalement au no 2 en 1987 lors de sa réédition, après avoir été utilisé dans une publicité pour les jeans Levi's. Il est également réédité en 1987 aux États-Unis pour promouvoir l'album de la bande originale du film Platoon d'Oliver Stone.
La version chantée par Percy Sledge est classée 53e dans la liste des « 500 plus grandes chansons de tous les temps » du magazine Rolling Stone.
| Classement hebdomadaire (1966)          | Meilleure position |
| --------------------------------------- | ------------------ |
| Belgique (Ultratop 50 Flandres)         | 8                  |
| Belgique (Ultratop 50 Wallonie)         | 4                  |
| États-Unis (Billboard Hot 100)          | 1                  |
| États-Unis (Hot Rhythm & Blues Singles) | 1                  |
| Pays-Bas (Nederlandse Top 40)           | 12                 |
| Pays-Bas (Single Top 100)               | 10                 |
| Royaume-Uni (UK Singles Chart)          | 4                  |

| Classement hebdomadaire (1987)      | Meilleure position |
| ----------------------------------- | ------------------ |
| Allemagne (RFA) (GfK Entertainment) | 13                 |
| Belgique (Ultratop 50 Flandres)     | 12                 |
| France (Top 50)                     | 26                 |
| Pays-Bas (Single Top 100)           | 10                 |
| Royaume-Uni (UK Singles Chart)      | 2                  |
| Suisse (Schweizer Hitparade)        | 21                 |

| Classement annuel (1992)       | Position |
| ------------------------------ | -------- |
| États-Unis (Billboard Hot 100) | 54       |

## Reprises
Il existe plus de 200 reprises de la chanson de Percy Sledge dans divers styles par différents artistes,.
- 1966 :
  - l'actrice Mae West l'enregistre pour son album Way Out West.
  - James Brown la chante sur l'album Handful of Soul.
  - le saxophoniste de jazz Eddie Harris en donne une version instrumentale sur l'album The Tender Storm[13].
  - les chanteuses Esther Phillips[13] et Ketty Lester interprètent toute deux une version féminine de la chanson, intitulée When a Woman Loves a Man[15].
  - When a Man Loves a Woman est adaptée en français par Ralph Bernet pour Johnny Hallyday sous le titre Quand un homme perd ses rêves, paru sur l'album La Génération perdue en 1966[16].
- 1971 : la chanteuse folk Karen Dalton sur son album In My Own Time.
- 1977 : le chanteur country John Wesley Ryles sur son album homonyme.
- 1979 : Bette Midler dans la bande originale du film The Rose.
- 1978 : Burton Cummings dans son album Dream Of A Child
- 1984 : Demis Roussos sur l'album Reflection.
- 1988 : 
  - Art Garfunkel sur l'album Lefty.
  - le single du chanteur de rock australien Jimmy Barnes, issu de son album live Barnestorming, se classe no 3 dans son pays[17].
- 1991 : 
  - le single de Michael Bolton, issu de l'album Time, Love & Tenderness, est no 1 dans les classements pop et « easy listening » de Billboard. Bolton obtient le Grammy Award du meilleur chanteur pop en 1992 pour cette reprise.
  - la chanteuse country Barbara Mandrell dans l'album Key's in the Mailbox.
  - le futur acteur Ryan Gosling dans un concours de jeunes talents[13].
- 2010 : le rappeur Jaheim inclus un sample de la chanson dans son titre Impossible, sur l'album Another Round[18].
- 2011 : la chanson Non Stop de Frank Ocean, parue sur The Lonny Breaux Collection, qui contient un sample de la version originale[18], est une version contemporaine de When a Man Loves a Woman[13].
- 2013 : Manu Dibango, en version instrumentale sur Ballade en saxo.

## Dans la culture populaire
La chanson de Percy Sledge est intégrée dans la musique de plusieurs films ou séries, parmi lesquels on peut citer American Graffiti, la suite en 1979, Les Copains d'abord de Lawrence Kasdan en 1983, Platoon d'Oliver Stone en 1986 et The Crying Game de Neil Jordan en 1992.
When a Man Loves a Woman est le titre original du film Pour l'amour d'une femme de Luis Mandoki en 1994, avec Andy Garcia et Meg Ryan. La chanson sert également de générique au film.
Elle est utilisée dans une publicité pour les jeans Levi's en 1988.